# CHA2DS2-VASc Score
Der CHADS2 Score bzw. die Weiterentwicklung zum CHA2DS2-VASc Score ist eine klinische Risikoanalyse für das Auftreten eines Schlaganfalls bei Menschen mit Vorhofflimmern, eine häufige Herzrhythmusstörung. Dieser Bewertungsmaßstab wird herangezogen, um zu entscheiden, welche Patienten von einer gerinnungshemmenden Langzeittherapie (orale Antikoagulation) profitieren.
Wiederum eine Weiterentwicklung des CHA2DS2-VASc Score ist der CHA2DS2-VA Score, welcher das weibliche Geschlecht nicht mehr bewertet, und seit 2024 von der ESC empfohlen wird.
Beim Vorhofflimmern können sich Blutgerinnsel (Thromben) im Herzvorhof bilden, die dann zu einem akuten Verschluss der hirnversorgenden Schlagadern (Thrombembolie) und somit zum Schlaganfall führen können. Dieses Risiko muss gegen das Risiko einer Blutungskomplikation unter gerinnungshemmenden Medikamenten abgewogen werden, wobei die oben genannten Scorings helfen. Der CHA2DS2-VASc Score wurde in zahlreichen Studien evaluiert.
|    | Merkmal                                                                        | Punkte |
| -- | ------------------------------------------------------------------------------ | ------ |
| C  | Herzinsuffizienz (englisch Congestive heart failure)                           | 1      |
| H  | Hypertension: arterieller Blutdruck ≥140/90 mmHg oder medikamentöse Behandlung | 1      |
| A  | Alter ≥75 Jahre                                                                | 1      |
| D  | Diabetes mellitus                                                              | 1      |
| S2 | Früherer Schlaganfall (Stroke) oder TIA oder Thrombembolie                     | 2      |

| CHADS2 Score | Schlaganfallrisiko in % | 95 % Konfidenzintervall |
| ------------ | ----------------------- | ----------------------- |
| 0            | 1.9                     | 01.2–3.0                |
| 1            | 2.8                     | 02.0–3.8                |
| 2            | 4.0                     | 03.1–5.1                |
| 3            | 5.9                     | 04.6–7.3                |
| 4            | 8.5                     | 06.3–11.1               |
| 5            | 12.5                    | 08.2–17.5               |
| 6            | 18.2                    | 10.5–27.4               |

## Unterschiede
Gegenüber dem CHADS2 Score differenziert der CHA2DS2-VASc Score feiner bezüglich des Lebensalters. Zusätzlich werden weitere Risikofaktoren wie Herz-Kreislauf-Erkrankungen unter dem Punkt V erfasst. Bei Frauen unter 65 Jahren ohne weitere Risikofaktoren stellt das weibliche Geschlecht keinen eigenständigen Risikofaktor dar (Score = 0 Punkte). Der höchste erreichbare Wert beim CHADS2 Score beträgt 6 Punkte, beim CHA2DS2-VASc Score 9 (ein Patient erhält entweder zwei Punkte für ein Alter größer als 75 Jahre oder einen Punkt für ein Alter zwischen 65 und 74 Jahren).
|    | Merkmal                                              | Punkte |
| -- | ---------------------------------------------------- | ------ |
| C  | Herzinsuffizienz (englisch Congestive heart failure) | 1      |
| H  | Hypertension                                         | 1      |
| A2 | Alter ≥75 Jahre                                      | 2      |
| D  | Diabetes mellitus                                    | 1      |
| S2 | Früherer Schlaganfall, TIA oder Thrombembolie        | 2      |
| V  | Vaskuläre Erkrankungen wie PAVK oder Herzinfarkt     | 1      |
| A  | Alter 65–74 Jahre                                    | 1      |
| Sc | Weibliches Geschlecht (englisch Sex category)        | 1      |

| CHA2DS2-VASc Score | Schlaganfallrisiko in % | 95 % Konfidenzintervall |
| ------------------ | ----------------------- | ----------------------- |
| 0                  | 0                       | –                       |
| 1                  | 1.3                     | –                       |
| 2                  | 2.2                     | –                       |
| 3                  | 3.2                     | –                       |
| 4                  | 4.0                     | –                       |
| 5                  | 6.7                     | –                       |
| 6                  | 9.8                     | –                       |
| 7                  | 9.6                     | –                       |
| 8                  | 6,7                     | –                       |
| 9                  | 15.2                    | –                       |

## Leitlinien zur Behandlung
Der CHA2DS2-VASc Score wird seit 2012 in den Leitlinien der European Society of Cardiology für die Therapie des Vorhofflimmerns empfohlen. Seit 2014 empfiehlt auch das American College of Cardiology/American Heart Association Task Force die Verwendung des CHA2DS2-VASc Scores.
Dabei empfehlen die European Society of Cardiology (ESC2016) eine Therapie für Patienten mit einem CHA2DS2-VASc Score von ≥ 2 Punkten für Männer oder ≥ 3 Punkten für Frauen eine orale Antikoagulation (Klasse 1A Empfehlung). Die Therapie wird entweder mit Vitamin-K-Antagonisten oder mit den neueren (direkten) oralen Antikoagulantien, kurz NOAK oder DOAK wie Dabigatran, Rivaroxaban, Edoxaban oder Apixaban, durchgeführt. Bein Patienten mit einem Punkt (Männer) oder 2 Punkten (Frauen) sollte eine Antikoagulation erwogen werden (Klasse IIaB Empfehlung). Eine Therapie mit ASS hat sich als wirkungslos in der Schlaganfallprophylaxe erwiesen und stellt auch bei einem Punkt keine Alternative dar. Bei 0 Punkten besteht keine Indikation zur Antikoagulation (Klasse III Empfehlung).

## Blutungsrisiko
Die individuelle Entscheidung zur antikoagulatorischen Therapie sollte nicht nur durch die hier besprochenen Scores geschehen. Zur Evaluierung des Blutungsrisikos, das dem Schlaganfallrisiko gegenübersteht, wurden ebenfalls Scoring Systematiken entwickelt wie z. B. der HEMORR2HAGES- oder HAS-BLED-Score. Letztgenannter wird in den ESC Leitlinien empfohlen.